# 新治站
新治站（日语：／ Niihari eki */?）是位於茨城縣筑西市新治2003番3號，東日本旅客鐵道（JR東日本）的水戶線車站。

## 概要
車站位於筑西市東邊，為（舊）協和町中心車站。

### 在此站行走的運行形態
- 上行（下館、結城、小山方向）和下行（岩瀨、笠間、友部方向）列車，日間各方向大約1小時1班普通列車停靠。
- 在早上和黃昏設有列車從友部直通至常磐線（水戶、勝田方向）[1]。

## 歷史
- 1895年（明治28年）9月25日：日本鐵道車站啟用。
- 1906年（明治39年）11月1日：路線國有化（日语：鉄道国有法）。
- 1909年（明治42年）10月12日：制定路線名稱，成為水戶線車站。
- 1987年（昭和62年）4月1日：伴隨國鐵分割民營化，車站由東日本旅客鐵道（JR東日本）營運。
- 2001年（平成13年）11月18日：此站可以開始使用IC卡Suica。
- 2018年（平成30年）3月16日：當日起綠色窗口結業[2]。
- 2020年（令和2年）10月1日：當日起成為無人車站。

## 車站構造
此站是地面車站，設有1面1線的單式月台和1面2線的島式月台。兩月台之間設有跨線橋連接。
此站是由下館站管理的無人車站。在2018年3月16日前，此站曾設有綠色窗口。

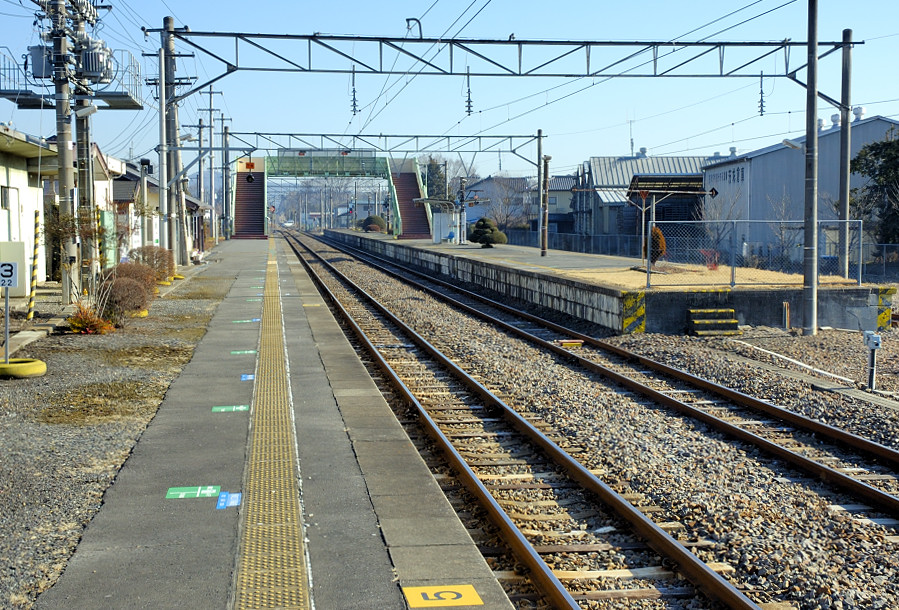
月台望向友部站方向
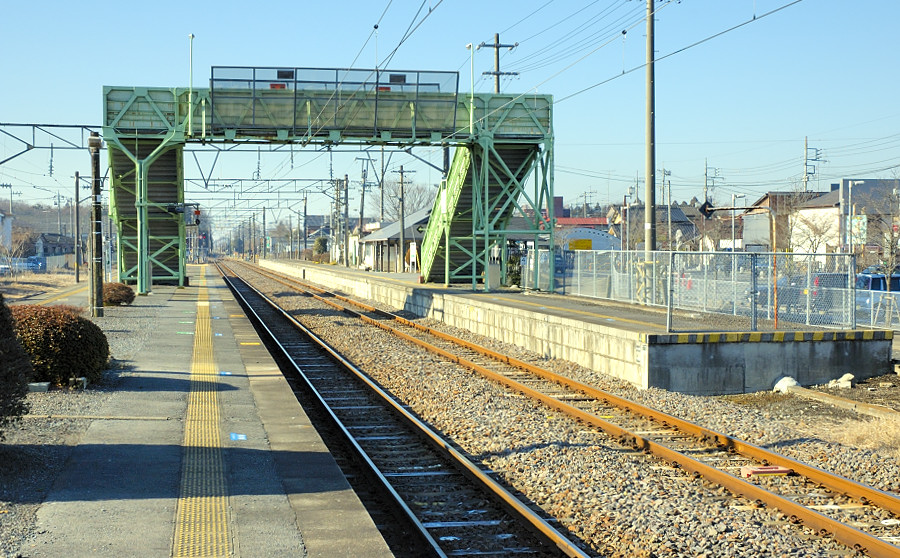
月台望向下館站方向

### 月台
| 月台 | 路線    | 上下行 | 方向           |
| ---- | ------- | ------ | -------------- |
| 1    | ■水戶線 | 下行   | 友部、水戶方向 |
| 2、3 | ■水戶線 | 上行   | 小山方向       |

參考

## 使用狀況
根據「JR東日本」的資料，在2019年度（令和元年度）1日平均乘車人次為581人。
以下為近年乘車人次變化列表：
| 乘車人次變化       | 乘車人次變化     | 乘車人次變化    |
| 年度               | 1日平均 乘車人次 | 參考資料        |
| ------------------ | ---------------- | --------------- |
| 2000年（平成12年） | 1,066            | [ 利用客数 2 ]  |
| 2001年（平成13年） | 1,052            | [ 利用客数 3 ]  |
| 2002年（平成14年） | 970              | [ 利用客数 4 ]  |
| 2003年（平成15年） | 925              | [ 利用客数 5 ]  |
| 2004年（平成16年） | 882              | [ 利用客数 6 ]  |
| 2005年（平成17年） | 837              | [ 利用客数 7 ]  |
| 2006年（平成18年） | 803              | [ 利用客数 8 ]  |
| 2007年（平成19年） | 785              | [ 利用客数 9 ]  |
| 2008年（平成20年） | 793              | [ 利用客数 10 ] |
| 2009年（平成21年） | 698              | [ 利用客数 11 ] |
| 2010年（平成22年） | 672              | [ 利用客数 12 ] |
| 2011年（平成23年） | 623              | [ 利用客数 13 ] |
| 2012年（平成24年） | 632              | [ 利用客数 14 ] |
| 2013年（平成25年） | 630              | [ 利用客数 15 ] |
| 2014年（平成26年） | 600              | [ 利用客数 16 ] |
| 2015年（平成27年） | 625              | [ 利用客数 17 ] |
| 2016年（平成28年） | 608              | [ 利用客数 18 ] |
| 2017年（平成29年） | 626              | [ 利用客数 19 ] |
| 2018年（平成30年） | 640              | [ 利用客数 20 ] |
| 2019年（令和元年） | 581              | [ 利用客数 1 ]  |

## 車站周邊
- 茨城縣道45號筑波真岡線（日语：茨城県道45号つくば真岡線）
- 筑西市政廳協和分所（舊・協和町（日语：協和町 (茨城県)）公所）
- 協和郵局
- 新治郡衙蹟（日语：新治郡衙跡）

## 相鄰車站
東日本旅客鉄道（JR東日本）
■水戶線 
下館－新治－大和

## 注腳

### 使用狀況
1. 1 2  . 東日本旅客鐵道.   [2020-07-12]. （原始内容存档于2020-07-10） （日语）.
2. ↑  . 東日本旅客鐵道.   [2019-03-09]. （原始内容存档于2019-03-27） （日语）.
3. ↑  . 東日本旅客鐵道.   [2019-03-09]. （原始内容存档于2019-03-27） （日语）.
4. ↑  . 東日本旅客鐵道.   [2019-03-09]. （原始内容存档于2019-03-27） （日语）.
5. ↑  . 東日本旅客鐵道.   [2019-03-09]. （原始内容存档于2019-03-27） （日语）.
6. ↑  . 東日本旅客鐵道.   [2019-03-09]. （原始内容存档于2019-03-27） （日语）.
7. ↑  . 東日本旅客鐵道.   [2019-03-09]. （原始内容存档于2019-03-27） （日语）.
8. ↑  . 東日本旅客鐵道.   [2019-03-09]. （原始内容存档于2019-03-27） （日语）.
9. ↑  . 東日本旅客鐵道.   [2019-03-09]. （原始内容存档于2019-04-02） （日语）.
10. ↑  . 東日本旅客鐵道.   [2019-03-09]. （原始内容存档于2019-03-27） （日语）.
11. ↑  . 東日本旅客鐵道.   [2019-03-09]. （原始内容存档于2019-04-02） （日语）.
12. ↑  . 東日本旅客鐵道.   [2019-03-09]. （原始内容存档于2019-04-02） （日语）.
13. ↑  . 東日本旅客鐵道.   [2019-03-09]. （原始内容存档于2019-03-27） （日语）.
14. ↑  . 東日本旅客鐵道.   [2019-03-09]. （原始内容存档于2019-04-02） （日语）.
15. ↑  . 東日本旅客鐵道.   [2019-03-09]. （原始内容存档于2017-02-08） （日语）.
16. ↑  . 東日本旅客鐵道.   [2019-03-09]. （原始内容存档于2019-04-02） （日语）.
17. ↑  . 東日本旅客鐵道.   [2019-03-09]. （原始内容存档于2019-03-23） （日语）.
18. ↑  . 東日本旅客鐵道.   [2019-03-09]. （原始内容存档于2019-03-27） （日语）.
19. ↑  . 東日本旅客鐵道.   [2019-07-09]. （原始内容存档于2019-03-25） （日语）.
20. ↑  . 東日本旅客鐵道.   [2019-07-09]. （原始内容存档于2019-07-05） （日语）.

## 外部連結
- 車站資訊（新治）：東日本旅客鐵道（日語）